# Міхал Табара
Міхал Табара (чеськ. Michal Tabara; нар. 16 жовтня 1979) — колишній чеський тенісист.
Найвищу одиночну позицію світового рейтингу — 47 місце досяг 23 липня 2001, парну — 142 місце — 23 серпня 1999 року.
Здобув 1 одиночний та 1 парний титул.
Найвищим досягненням на турнірах Великого шолома було 3 коло в одиночному розряді.
Завершив кар'єру 2009 року.

## Титули в одиночному розряді

### Перемоги (1)
| Легенда (одиночний розряд) |
| Великий шлем (0)           |
| Tennis Masters Cup (0)     |
| Серія Мастерс ATP (0)      |
| Тур ATP (1)                |

| Ранг | Дата         | Турнір                  | Покриття | Суперник        | Рахунок       |
| 1.   | 8 січня 2001 | Maharashtra Open, Індія | Тверде   | Андрій Столяров | 6–2, 7–6(7–4) |

## Парний розряд титули

### Перемоги (1)
| Легенда                |
| Великий шлем (0)       |
| Tennis Masters Cup (0) |
| Серія Мастерс ATP (0)  |
| Тур ATP (1)            |

| Ранг | Дата          | Турнір                   | Покриття | Партнер        | Суперник                      | Рахунок  |
| 1.   | 9 квітня 2001 | Estoril Open, Португалія | Ґрунт    | Радек Штепанек | Доналд Джонсон Ненад Зімоньїч | 6–4, 6–1 |